# Argélia-Turquia em futebol
Esta lista de jogos de futebol é uma visão geral de todos os jogos oficiais de futebol entre as seleções da Argélia e da Turquia. Os países jogaram três vezes até hoje, começando com um jogo amistoso, disputado em 4 de outubro de 1972 em Argel, que terminou com uma vitória por 1 a 0 para a Argélia.

## Histórico
Histórico do confronto entre Argélia e Turquia no futebol profissional, categoria masculino:
| Data                    | Cidade  | País    | Jogo              | Resultado | Competição    | Referências |
| 4 de outubro de 1972    | Argel   | Argélia | Argélia - Turquia | 1-0       | Jogo Amistoso | [ 1 ]       |
| 14 de fevereiro de 1973 | Esmirna | Turquia | Turquia - Argélia | 4-0       | Jogo Amistoso | [ 2 ]       |
| 28 de fevereiro de 1979 | Bursa   | Turquia | Turquia - Argélia | 0-1       | Jogo Amistoso | [ 3 ]       |

## Estatísticas
- Atualizado até 30 de outubro de 2018 [4]

| Equipe  | Jogos | Vitórias | Empates | Gols marcados |
| ------- | ----- | -------- | ------- | ------------- |
| Argélia | 3     | 2        | 0       | 2             |
| Turquia | 3     | 1        | 0       | 4             |

### Números por competição
| Competição    | Jogos | Vitórias da Argélia | Empates | Vitórias da Turquia | Gols da Argélia | Gols da Turquia |
| ------------- | ----- | ------------------- | ------- | ------------------- | --------------- | --------------- |
| Jogo Amistoso | 3     | 2                   | 0       | 1                   | 2               | 4               |

### Artilheiros
- Atualizado até 20 de novembro de 2018

| Gols  | Argélia                               | Turquia                                                 |
| ----- | ------------------------------------- | ------------------------------------------------------- |
| 1 gol | Mohamed Redouane Guemri, Rabah Gamouh | Cemil Turan, Mehmet Oğuz, Osman Arpacıoğlu, Ziya Şengül |
| Total | 2                                     | 4                                                       |